# Nichola Town
Nichola Town ist der Hauptort im Parish Christ Church Nichola Town, auf der Insel St. Kitts in St. Kitts und Nevis.

## Geographie
Der Ort liegt an der Nordküste von St. Kitts, zwischen Mansion (St. Kitts und Nevis) im Westen und Molineux im Süden. Die Island Main Road verbindet die Orte miteinander.
Südlich von Nichola Town erstrecken sich die Plantagen Mansion Estate und Mills Estate.